# جاستن ميلر (لاعب كرة قدم أمريكية)
جاستن ميلر (بالإنجليزية: Justin Miller)‏ هو لاعب كرة قدم أمريكية أمريكي، ولد في 14 فبراير 1984 في أوينسبورو في الولايات المتحدة.

## وصلات خارجية
- جوستين ميلر على موقع مرجع كرة القدم المحترفة.كوم (الإنجليزية)